# 全職法師
《全職法師》是筆名“亂”的網路作家在創世中文網、起点中文网连载的一部關於法師與魔法世界的小說。作品从2015年5月18日开始連載，最後一次更新為2020年5月17日。

## 遊戲
《全職法師：覺醒》是2018年推出自《全職法師》小说正版授权的次世代MMORPG開發手機遊戲。

## 獎項
第三届福布斯中國原創文學風雲榜: 2016年度原創最佳動畫改编《全職法師》。